# Maihaugen

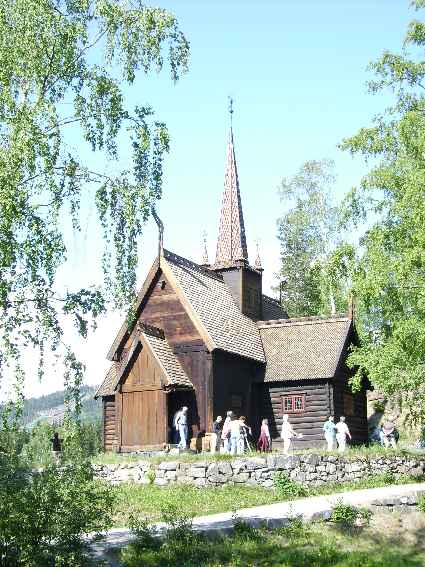
Staafkerk van Garmo

Maihaugen is een openluchtmuseum in de Noorse plaats Lillehammer, geopend in 1904. In Maihaugen is te zien hoe de mensen in de vallei Gudbrandsdalen leefden vanaf de middeleeuwen tot nu.
De oprichter, Anders Sandvig, bracht oude huizen en boerderijen uit het Gudbrandsdal, alsook de Staafkerk van Garmo, samen in het museum als voorbeeld van de Noorse cultuur en geschiedenis. Hij begon in zijn achtertuin maar toen de collectie uitgroeide, schonk hij ze aan de stad.
Maihaugen heeft ook een fotografisch archief en museum. Het museum is het gehele jaar geopend en er zijn tentoonstellingen en rondleidingen in diverse talen.